# Peon
Die Wörter Peon und Peonage (abgeleitet vom spanischen peón) bedeuten ursprünglich jemanden, der zu Fuß reist statt auf einem Pferd (caballero). Heute bezeichnet Peon einen Bauern im Schach.
In spanischsprachigen Ländern, besonders in Lateinamerika, wo unter dem Hacienda-System die Landarbeiter daran gehindert wurden, die Haciendas zu verlassen, hat peon eine Reihe von Bedeutungen im Zusammenhang mit ungelernten oder angelernten Handarbeitern. Es kann einen Lohnarbeiter oder einen Diener bezeichnen oder, historisch einen unfreien Arbeiter.

## Bedeutungen im Deutschen
Die abgeleiteten Fremdwörter Peon und Peonage beziehen sich zumeist auf die der Sklaverei sehr nahe kommende Form der unfreien Arbeit wie sie z. B. in Mexiko und im Süden der USA (nach der Reconstruction) weit verbreitet war.

## Bedeutungen im Englischen
Das abgeleitete englische Wort peon hat eine Reihe verschiedener und zusätzlicher Bedeutungen.
In den USA hat peon in einem historischen und juristischen Sinn die Bedeutung von jemandem, der in einem System unfreier Arbeit beschäftigt ist (peonage). Es impliziert oft Schuldknechtschaft oder den Status eines Indentured Servant. Allgemein bezeichnet das Wort in der englischsprachigen Welt umgangssprachlich einen Angestellten oder Soldaten mit wenig Autorität, der ungelernte Arbeit oder eine stumpfsinnige Plackerei auszuführen hat. Das Wort hat dann häufig einen pejorativen Beiklang.
In dem Englisch Südasiens ist ein peon häufig ein Bürojunge, ein Wärter oder der Bursche eines Offiziers, eine Person, die niedrige Arbeiten zu verrichten hat (und historisch ein Polizist oder ein Fußsoldat). Es ist sehr abwertend. In einer damit nicht zusammen hängenden Bedeutung kann peon auch eine alternative Schreibung für den poon tree (genus Calophyllum) oder sein Holz sein, besonders im Schiffbau.
In der Computersprache ist ein peon ein Benutzer mit wenig Rechten auf einem System. Der Gegensatz dazu ist der „Superuser“.
In dem Computerspielen "Warcraft" sowie World of Warcraft werden Ork-Arbeiter Peons genannt.